# 歌羅西書
《歌罗西书》或譯《哥羅森書》（希臘語：ΠΡΟΣ ΚΟΛΟΣΣΑΕΙΣ），在基督教传统上被认为是使徒保罗写给公元1世纪罗马帝国亚细亚行省歌罗西的基督徒的一封书信，是新約圣经全书中第12本书。
不少现代学者倾向于认为《歌罗西书》实际上是由保罗早期的追随者所写，或者由保罗通过记录员间接创作。
《歌罗西书》主題：基督包羅萬有、在萬有中居首位、作神的奧祕與化身，作教會的頭與成分，作聖徒的業分、生命、成分、盼望，並作一切正面事物的實體。

## 寫作背景
歌羅西位於亞細亞行省呂加斯谷，在以弗所東方約160公里處。昔日為弗呂家的重鎮，但至新約時已經没落，鄰近的老底嘉和希拉波利斯（歌罗西书4章13節）的重要性都凌駕乎其上。
兩位旅客阿尼西母和推基古離開以弗所之後，兩人沿着邁安德河（門德雷斯河）往東走，橫過小亞細亞。到了，他們沿着支流利吉斯河轉向東南方，穿過群山圍繞的河谷之地。美麗的景色在他們眼前展開：一群群綿羊在肥美青葱的草原上吃草。（羊毛産品是這一帶地方的主要收入之一。）沿着河谷繼續前行，他們經過的地方，在右邊是富甲一方的城市老底嘉：羅馬政府在這地區的行政中樞。在他們左邊對岸之處可以望見希拉波利斯，這地方以廟宇和温泉聞名遐邇。在這兩個城市裏均設有基督徒會衆，同樣在歌羅西──一個位於河谷上游約16公里以外的小鎮──也有一群基督徒會衆。
兩位旅客的目的地是歌羅西，他們都是基督徒。至少其中一人很熟悉這帶地區，因為他本是歌羅西人，他名叫阿尼西母，本來是個奴隸，現在正打算回到主人那裏去；他的主人是當地會衆的成員。與阿尼西母結伴同行的是推基古：一個自由人。他們兩人是使徒保羅派出的使者，把保羅致“歌羅西與基督聯合的聖民和忠信弟兄”的一封信帶給歌羅西的會衆。據考查，保羅從未到過歌羅西。以巴弗曾在歌羅西人中間辛勤工作，這群主要由非猶太人構成的會衆很可能是由他建立的。如今以巴弗正與保羅一起留在羅馬。
保羅第三次旅行佈道，曾在以弗所停留了三年。但歌羅西教會的始創人不是保羅（歌羅西書2章1節）、而可能是以巴弗（歌罗西书4章12-13节），這是一個外邦人佔多數的教會（歌罗西书1章27节）。保羅雖未訪問過他們，但與他們的關係非常密切（歌罗西1章3节）。
本書是保羅在羅馬監獄中寫的（歌罗西书4章18节）。由於以巴弗帶來了教會的近況。保羅得知教會正受某種異端的威脅，所以一方面寫信稱讚教會的表現，另一方面更警戒他們謹防錯誤的教訓。

## 本書大纲
1. 問安（1章1-2節）
2. 為教會感謝神（1章3-8節）
3. 神藉著基督與我們和好（1章9-11節）
4. 保羅忠於傳道的福分（1章12-23節）
5. 當活出與基督聯合的生命 
  1. 信心堅固，防避異端（2章6-23節）
  2. 棄絕惡行，追求良善（3章1-17節）
  3. 當盡個人的義務（3章18節至4章6節）
6. 結論（4章7-18節）

## 主要内容

### 要對會衆的元首基督懷具信心
（覆盖歌罗西书1章1节至2章12节）在信的起頭，保羅把自己和提摩太的問候傳達給歌羅西會衆之後，便為歌羅西人對基督所懷的信心以及他們對聖民表現的愛心而感謝上帝。由於以巴弗曾在他們中間傳講好消息，他們得以獲悉上帝那非配得的仁慈。自從聽到關於他們的報告以來，保羅從沒有停止過為他們禱告，求上帝使他們具有一切的智慧和屬靈的悟性，對於他的旨意滿有確切的認識，以求行事對得起主，並得以完全忍耐，帶着喜樂而保持堅忍。父已拯救他們進入祂愛子的國裏。愛子是那看不見的上帝的像，萬物都是藉着祂而創造的，也是為祂造的。祂是會衆的元首，也是從死人中首先復生的。上帝的美意是要使一切事物藉着基督所流的血再次與祂自己和好。不錯，這也把一度與祂疏遠的歌羅西人包括在內，只要他們持續留在信仰中。
保羅成了會衆的服事者，歡歡喜喜地替會衆補滿基督種種苦難的不足，為了他們的好處徹底傳揚上帝的話語，闡明神聖的秘密，上帝現正樂於將這種神聖秘密的榮耀豐富向祂的聖潔者顯露出來。“我們正在宣傳的就是基督，”保羅説，“我們正用一切的智慧勸戒各人、教導各人，好把各人呈上，作完備的人，與基督聯合。”
保羅為歌羅西人、老底嘉人以及其他的人竭力奮鬥，要使他們得到安慰，在愛裏和諧地聯結起來，好對“上帝的神聖秘密，也就是基督，獲得確切的認識。一切智慧和知識的珍寶，都縝密地隱藏在祂裏面”。保羅不願看見他們被人用似是而非的論據所騙倒。相反，他們應當繼續行事與基督合一，“在祂裏面扎根，得蒙建立，在信仰上穩定下來”。保羅接着發出一項警告章“要當心章或者有人用哲學和虚妄的欺騙，按照人的傳統，⋯⋯把你們擄去成為犧牲品。”

### 對屬肉體的行為死去，但在基督裏卻活過來
（覆盖歌罗西书2章13节至3章17节）雖然他們在自己的過犯和未受割禮的狀態中死了，上帝卻使他們和基督一同活過來，並把律法上與猶太人作對的手寫文件塗抹了。“所以⋯⋯不要讓人審判”他們，因為律法和其中的規條乃是未來事物的影子，實體卻是基督。再者，對於世界的初步事物，他們既已和基督一同死了，為什麼仍要繼續依照人的命令和教訓順服“不可弄，不可嘗，不可摸”的規條呢？任何自行制定的崇拜方式、故作謙卑之狀、苛待身體参见歌罗西书這些事在抗拒肉體的慾望方面是毫無價值的。
相反，保羅勸勉説章“要繼續尋求上面的事，那裏有基督坐在上帝的右邊。要使你們的思想不斷專注於上面的事，而不是地上的事。”為了這樣行，要脱去舊品格而穿上新品格，這新品格是通過確切的知識而不斷更新的。基督徒在肉體上已不再分為猶太人或希臘人了，“但基督就是一切，而且在一切之內。”這意味到成為“上帝的選民”，穿上憐憫的温厚感情、仁慈、思想上的卑微、温和、堅忍。使徒説章“主怎樣甘心寬恕了你們，你們也要同樣行。但除了這一切事之外，還要穿上愛，因為這是完美的團結繫索。”不論在言談抑或工作上，都要“奉主耶穌的名”而做，“通過祂感謝父上帝”。

### 人際關係
（覆盖歌罗西书3章18节至4章18节）至於家庭關係，妻子要順服丈夫，丈夫要愛妻子，兒女要服從父母，做父親的也不要激怒兒女。作奴隸的要懷着畏懼耶和華的心服從主人，作主人的則要按正義善待奴隸。願所有人都恆切禱告，並繼續用智慧對待外人。關於保羅和那些為了上帝的王國與他同勞的人的近況，推基古和阿尼西母會親自告訴他們。他們二人問候歌羅西會衆，保羅也問候老底嘉的弟兄，並請他們把他所寄出的信彼此交換宣讀。最後保羅親筆向他們致問候章“要繼續謹記着我的監獄枷鎖。願非配得的仁慈與你們同在。”

## 基督新教觀點
這封信清楚闡明基督的地位，並且强調基督徒必須具有確切的知識，同時顯揚基督的話語和平安！這封信對會衆的所有成員：監督、丈夫、妻子、父親、兒女、主人和僕人──均提出滋養頭腦和心靈的靈糧。腓利門和阿尼西母既再次恢復主僕關係，他們無疑從這封信獲得很好的勸告。歌羅西書有力地鼓勵監督們幫助羊群恢復正確的信仰！保羅的話使歌羅西人對盡心竭力為上帝服務的特權有深刻的體會！保羅對歌羅西人提出富於造就的勸告，指出他們必須擺脱世俗的錯誤思想和種種惡行。直至今日，這些勸告仍對會衆十分適用。
歌羅西書4章6节對基督徒服事者提出一項優良的忠告章“你們的言談要時常帶著溫和，好像用鹽調味，讓你們知道該怎樣應對每一個人。”以温和的言詞傳講真理必然會吸引心地忠實的人而對他們有永久的造益。另外，基督徒若懷着感激的心留意警醒禱告，就必定會贏得耶和華的豐盛祝福：“你們要恆切禱告，在此警醒感恩。”我們從基督徒的交往得到多大的喜樂、造就和鼓勵！保羅説：“要彼此教導，互相勸戒，心被恩感，歌頌上帝。”
論到遵守律法，這封信説章“一切不過是將來之事的影兒，基督才是實體。”歌羅西書所强調的乃是與基督有關的實體。這封信屢次談及上帝為一切與基督聯合的人存留在天上的榮耀盼望。這些屬天分子無疑有理由非常感激天父將他們從黑暗的權勢中拯救出來，把他們“遷到他愛子的國裏”。這樣，他們都一致順服上帝的愛子，因為祂乃是“那不能看见之上帝的像，是首生的，在一切被造的以先。因為萬有都是靠祂造的，無論是天上的，地上的；能看見的，不能看見的；或是有位的，主治的，執政的，掌權的。”祂最有資格憑公義在上帝的王國裏施行統治。因此保羅勸勉受膏的基督徒説章“你們若真與基督一同復活，就當求在上面的事；那裏有基督坐在上帝的右邊。”

### 阅读圣经
- 歌罗西书 （页面存档备份，存于）
- 歌羅西書 （页面存档备份，存于）